# Поддубье (Гатчинский район)
По́ддубье — деревня в Гатчинском муниципальном округе Ленинградской области.

## История
На картах Ф. Ф. Шуберта 1844 года и С. С. Куторги 1852 года на месте будущей деревни обозначен «Постоялый Двор».
Согласно «Топографической карте частей Санкт-Петербургской и Выборгской губерний» в 1860 году деревня Поддубье состояла из 4 крестьянских дворов.

ПОДДУБЬЕ — деревня владельческая при колодце по Ковенскому тракту, число дворов — 7, число жителей: 18 м. п., 19 ж. п. (1862 год)

В 1874 году временнообязанные крестьяне деревни выкупили свои земельные наделы у барона Б. А. Фредерикса и стали собственниками земли.

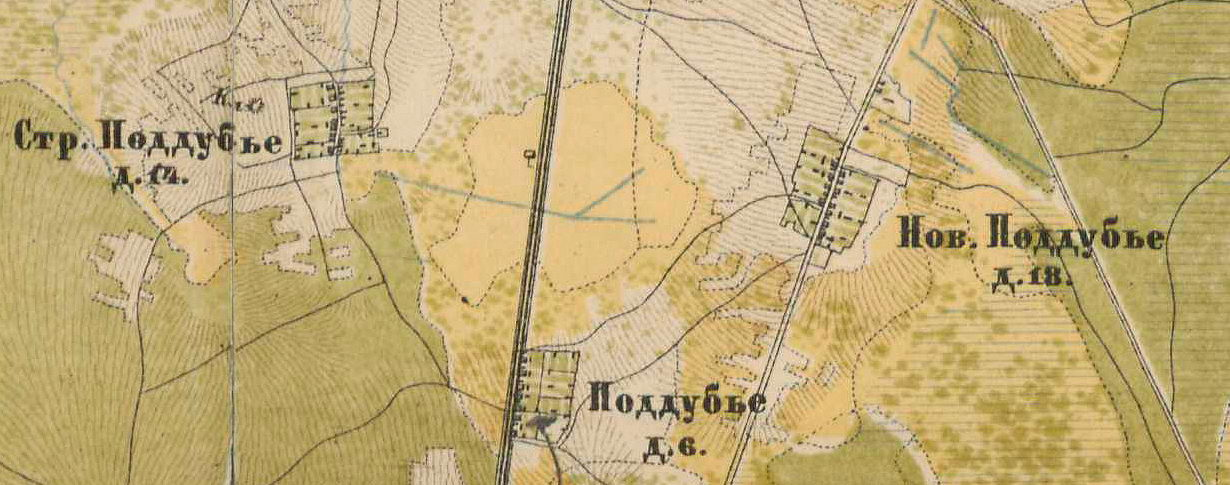
Деревни Старое Поддубье, Поддубье и Новое Поддубье на карте 1885 года

В 1885 году деревня Поддубье насчитывала 6 дворов.
Согласно материалам по статистике народного хозяйства Царскосельского уезда 1888 года имение при селении Поддубье площадью 105 десятин принадлежало местному крестьянину К. И. Богданову, имение было приобретено частями в 1880—1886 годах за 5700 рублей.
В конце XIX — начале XX века деревня административно относилась к Рождественской волости 2-го стана Царскосельского уезда Санкт-Петербургской губернии.
К 1913 году деревня стала называться — Харчевни, количество дворов не изменилось.
С 1917 по 1922 год деревня Поддубье Харчевня входила в состав Поддубского сельсовета Рождественской волости Детскосельского уезда.
С 1922 года в составе Вырского сельсовета.
С 1923 года в составе Гатчинского уезда.
Согласно данным переписи населения СССР 1926 года в деревне Поддубье-Харчевня Вырского сельсовета Рождественской волости Троцкого уезда проживали 94 человека, все русские.
С 1927 года в составе Гатчинского района.
С 1928 года в составе Меженского сельсовета.
По данным 1933 года деревня называлась Поддубье Харчевня и входила в состав Меженского сельсовета Красногвардейского района.

План деревни Поддубье. 1939 год

Согласно топографической карте 1939 года деревня называлась Харчевня и насчитывала 17 дворов. В деревне была школа.
C 1 августа 1941 года по 31 декабря 1943 года деревня находилась в оккупации.
С 1954 года в составе Рождественского сельсовета.
По данным 1966 года деревня называлась Харчевня и также входила в состав Рождественского сельсовета.
По данным 1973 года деревня в составе Гатчинского района не значилась.
По данным 1990 года деревня называлась Поддубье и входила в состав Рождественского сельсовета Гатчинского района.
В 1997 году в деревне Поддубье Рождественской волости проживали 14 человек, в 2002 году — 19 человек (русские — 95%). 
В 2007 году в деревне Поддубье Рождественского СП — 25, в 2010 году — 17 человек.

## География
Деревня расположена в юго-западной части района на автодороге Р23 «Псков» (E 95, Санкт-Петербург — граница с Беларусью).
Расстояние до административного центра поселения, села Рождествено — 4,5 км.
Расстояние до ближайшей железнодорожной станции Сиверская — 10 км.

## Демография
| 1862 | 2007 | 2010 | 2011 | 2017 |
| ---- | ---- | ---- | ---- | ---- |
| 37   | ↘25  | ↘17  | ↘15  | →15  |

### Национальный состав
Согласно данным Всероссийской переписи населения 2021 года в деревне проживали 26 человек, все русские.

## Транспорт
От Гатчины до Поддубья можно доехать на автобусе № 531.

## Садоводства
Новая Мыза.